# Liaodong-Bucht
Die Liaodong-Bucht (chinesisch 遼東灣 / 辽东湾, Pinyin Liáodōng Wān) im Westen der chinesischen Provinz Liaoning, die auch Golf von Liaodong, Liaodong-Golf usw. genannt wird, ist die nordöstliche der drei Buchten des Bohai-Golfes bzw. Bohai-Meeres (Bo Hai) im Gelben Meer.
Wichtige Orte sind Huludao, Jinzhou, Panjin und Yingkou. Die Flüsse Liao He (辽河), Daling He (大凌河) und Xiaoling He (小凌河) münden in die Bucht. Es gibt reichlich Erdöl- und Erdgasvorkommen. Wichtige Häfen sind Yingkou (Liaoning) und Qinhuangdao (Hebei).